# Wickbert
Wickbert  (lateinisch Wickbertus; † 1209) war ein Ritter des Schwertbrüderordens in Livland. Er tötete den ersten Ordensmeister Wenno.

## Leben
Über ihn berichteten die Chronik des Heinrich von Lettland (um 1227) und die Livländische Reimchronik (um 1270). Demnach sei er aus Soest in Westfalen gewesen. Der Ordensmeister Wenno habe ihm auf der Burg Wenden die Aufsicht über die Letten gegeben. Da der Ritter die Aufgaben nicht zufriedenstellend erfüllt habe, sei er vom Meister aus dieser Funktion entlassen worden. Wickbert floh nach Ydumea in das Gebiet des Bischofs von Riga, wurde aber von den Ordensbrüdern zurückgebracht und gefangengehalten. Nach seiner Freilassung habe er sich an einem Festtag dem Ordensmeister genähert und ihn mit einer Streitaxt erschlagen, ebenso den Kaplan Johannes, der bei diesem war.
Wickbert wurde auf der Flucht gefangen genommen, vor ein Gericht gestellt und durch das Rad hingerichtet.

## In der livländischen Reimchronik
„Der gûte meister Winne
bie sînem besten sinne
satzte einen, der was sûr,
von Sôsat einen hunt gebûr
ûf daß hûs zû Winden,
den letteschen kinden
zû helfe und zû trôste.
dô den got erlôste,
daß er nicht mêr mochte
und dem lande tochte,
dô erließ er in der arbeit.
daß was dem mûdinge leit
und nam sich michel laster an:
sîn hertze morden began.
Eines tages eß geschach,
daß er den meister vor im sach
heimelîch an eime râte stân
mit einem reinen capelân.
dô sleich er vêrlingen dar,
daß sie sîn nicht wurden gewar:
zû tôde er sie beide slûc.
der mort was jêmerlîch genûc,
daß in doch selbe nicht vergienc,
vil snelle man in dar umme vienc.
man satzte in pînlîch ûf ein rat.
vil lutzel iemant vor in bat:
daß dûchte gûte lûte recht.
eß wêre der ritter odir knecht,
die gunden im des tôdes wol,
als man den ungetrûwen sol.“